# Савичі (Україна)
Са́вичі — село в Україні, у Судилківській сільській територіальній громаді Шепетівського району Хмельницької області. Населення становить 86 осіб.

## Історія
Вкінці XIX століття село належало до Судилківської волості Ізяславського повіту Волинської губернії. Тоді в селі було 21 домів і 132 жителів, а також клінкерна фабрика, яка виробляла щорічно продукції на 9 000 рублів.

## Символіка
Гребля та ставок. “Ті, що молодші збирають чорниці, гриби, журавлину, інші дари лісу та ловлять рибу на ставку” – листки означають ліс, риба – ставок. Глечик – символ того, що колись в селі робили глечики з глини.